# Aguja del Diablo
La Aguja del Diablo (en portugués: Agulha do Diabo) es una formación rocosa de 2050 m, situada en el Parque nacional da Serra dos Órgãos, en Brasil. Su acceso se puede realizar por el Camino de las orquídeas después de Pedra do Sino en Teresópolis, en el estado de Río de Janeiro, al sureste del país.